# 桔梗之丘 (平井堅單曲)
《桔梗之丘》，日本男歌手平井堅的數位限定單曲，2013年10月23日發行。

## 概要
- 平井堅移籍至Ariola Japan的第一首單曲，也是第一首限定數位單曲。相隔前一張單曲《告白》約一年半時間。
- 作為MISAWA HOME的廣告歌曲。於2012年10月即開始於電視及網路上播映，相隔一年才正式發行數位下載單曲。
- 歌曲標題為日本三重縣名張市的桔梗之丘，是平井堅的兒時成長地。音樂錄影帶同樣在此拍攝，平井堅的母親也出演其中。
- 收錄在第36張單曲《Grotesque feat. 安室奈美惠》（初回限定盤B），僅於日本地區發行。

## 曲目
1. 桔梗之丘
  - 詞曲：平井堅／編曲：大橋好規

## 外部連結
- Sony Music的作品介紹
  - 配信封面 （页面存档备份，存于）